# 元町 (名古屋市)
元町（もとまち）は、愛知県名古屋市港区の地名。

## 歴史

### 沿革
- 1925年（大正14年）4月1日 - 南区築地の一部により、同区元町が成立[3]。
- 1937年（昭和12年）10月1日 - 港区編入により、同区元町となる[3]。
- 1973年（昭和48年）10月20日 - 港区千鳥一丁目・千鳥二丁目・名港一丁目・名港二丁目にそれぞれ編入される[3]。
- 1974年（昭和49年）12月9日 - 港区浜一丁目・浜二丁目にそれぞれ編入され消滅[3]。